# Svařenice
Svařenice jsou malá vesnice a část obce Vrutice v okrese Litoměřice. Nachází se asi jeden kilometr jihovýchodně od Vrutice. Vede jimi silnice II/261. Svařenice jsou také název katastrálního území o rozloze 3,02 km².

## Název
Vesnice se původně jmenovala nejspíše Svařimiřice a název byl odvozen ze jména Svařimír ve významu ves lidí Svařimírových. V písemných pramenech se název vsi objevuje ve tvarech: Zwarmerycz (1253), Cauaremirici (1272), Swaremicz (1295, 1335), Svařemicě (1367), Swarzemicz (1381), de Svařimic (1388), de Swarzienicz (1411), ve Svařenicích (1563), Swarženicze (1654), Schwarzenitz nebo Swařenice (1833) a úředně Svařenice nebo Schwarženitz (1886).

## Historie
První písemná zmínka o vesnici pochází z roku 1253.

## Obyvatelstvo
|           | 1869 | 1880 | 1890 | 1900 | 1910 | 1921 | 1930 | 1950 | 1961 | 1970 | 1980 | 1991 | 2001 | 2011 |
| --------- | ---- | ---- | ---- | ---- | ---- | ---- | ---- | ---- | ---- | ---- | ---- | ---- | ---- | ---- |
| Obyvatelé | 212  | 206  | 212  | 216  | 174  | 187  | 213  | 112  | 120  | 114  | 97   | 80   | 80   | 84   |
| Domy      | 36   | 34   | 34   | 38   | 38   | 38   | 44   | 46   | 33   | 32   | 30   | 34   | 32   | 34   |

## Pamětihodnosti

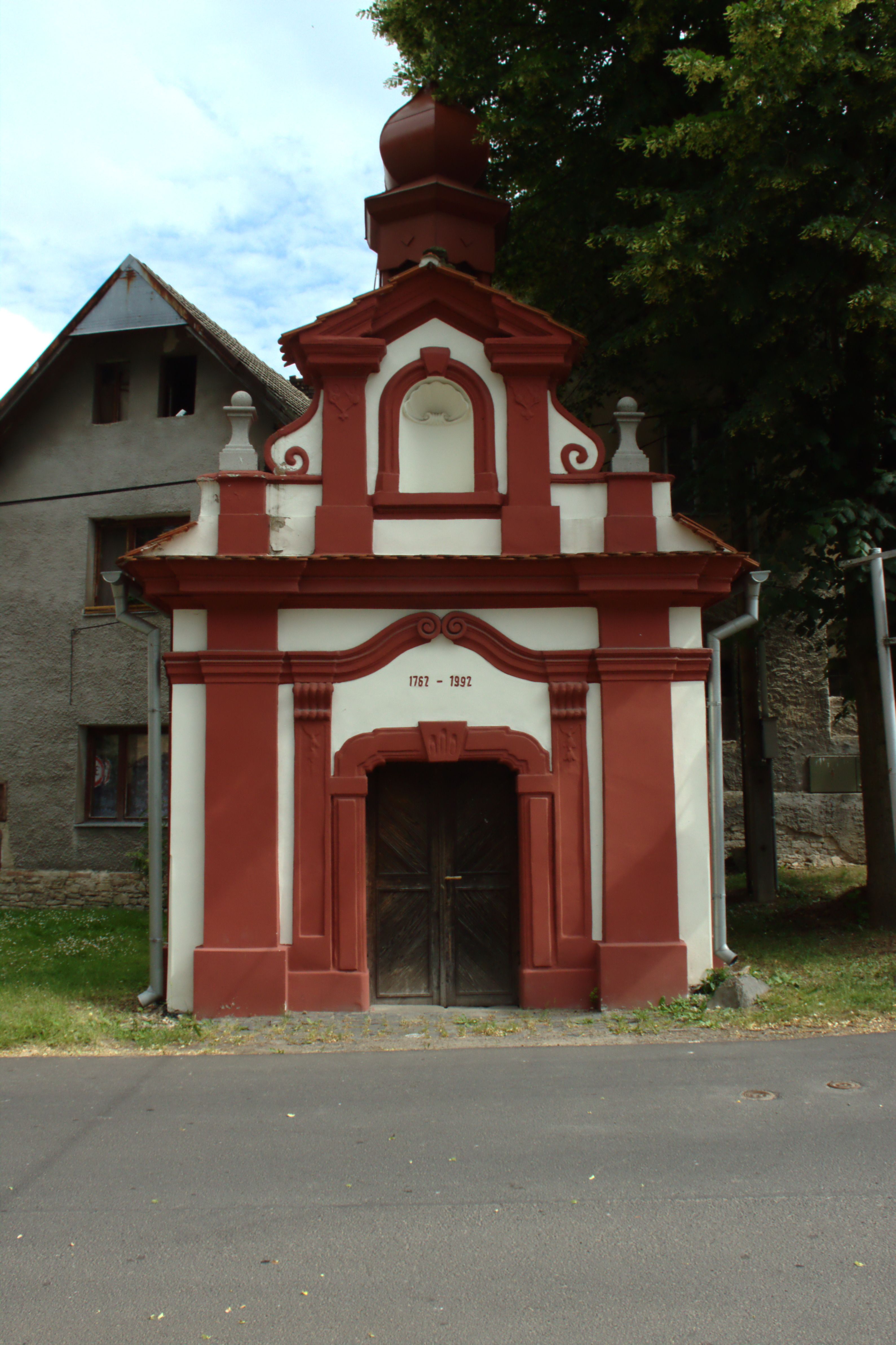
Kaple svatého Václava a Martina

- Venkovské usedlosti čp. 3 a 12
- Kaple svatého Václava a Martina